# Cinara (Cinara)
Sous-genre
Synonymes
- Cinaria Börner, 1939
- Cinara (Cinara)
- Cinaropsis Börner, 1939
- Dilachnus Baker, 1919
- Indocinara Ghosh, Basu & Raychaudhuri, 1969
- Lachniella Del Guercio, 1909
- Mecinaria Börner, 1949
- Neochmosis Laing, 1929
- Panimerus Laing, 1926
- Pityaphis Amyot, 1847
- Todolachnus Matsumura, 1917
- Wilsonia Baker, 1919
- Buchneria Börner, 1952
- Cinarella Börner, 1949
- Cinarella Hille Ris Lambers, 1948
- Cinarellia Börner, 1952
- Cinaria Baker, 1920
- Cinarina Börner, 1939
- Dinolachnus Börner, 1940
- Laricaria Börner, 1949
- Pityaria Börner, 1949
- Subcinara Börner, 1949

Cinara est un sous-genre de pucerons, des insectes de l'ordre des hémiptères, de la super-famille des Aphidoidea et de la famille des Aphididae.

## Espèces
Cinara abietihabitans 
- Cinara abietinus 
- Cinara abietis 
- Cinara abietisibiricae 
- Cinara abietispindrow 
- Cinara acadiana 
- Cinara acutirostris 
- Cinara alacra 
- Cinara alaskana 
- Cinara alba 
- Cinara anelia 
- Cinara antennalis 
- Cinara anzai 
- Cinara apini 
- Cinara arizonica 
- Cinara atlantica 
- Cinara atra 
- Cinara atratipinivora 
- Cinara atripes 
- Cinara atroalbipes 
- Cinara atrotibialis 
- Cinara azteca 
- Cinara balachowskyi 
- Cinara banksiana 
- Cinara bonica 
- Cinara bonita 
- Cinara braggii 
- Cinara brauni 
- Cinara brevipilosa 
- Cinara brevisaeta 
- Cinara brevispinosa 
- Cinara bungeanae 
- Cinara burrilli 
- Cinara caliente 
- Cinara californica 
- Cinara canatra 
- Cinara carnica 
- Cinara caudelli 
- Cinara cedri 
- Cinara cembrae 
- Cinara chaetorostrata 
- Cinara chamberlini 
- Cinara chibi 
- Cinara chinookiana 
- Cinara cognita 
- Cinara coloradensis 
- Cinara comata 
- Cinara commatula 
- Cinara confinis 
- Cinara contortae 
- Cinara costata 
- Cinara covassii 
- Cinara cronartii 
- Cinara cuneomaculata 
- Cinara curtihirsuta 
- Cinara curvipes 
- Cinara deodarae 
- Cinara diabola 
- Cinara dubia 
- Cinara eastopi 
- Cinara edulis 
- Cinara engelmanniensis 
- Cinara essigi 
- Cinara etsuhoe 
- Cinara ferrisi 
- Cinara flexilis 
- Cinara formosana 
- Cinara fornacula 
- Cinara gentneri 
- Cinara glabra 
- Cinara glacialis 
- Cinara glehna 
- Cinara grande 
- Cinara guadarramae 
- Cinara gudaris 
- Cinara harmonia 
- Cinara hattorii 
- Cinara hirsuta 
- Cinara hirticula 
- Cinara horii 
- Cinara hottesi 
- Cinara hottesis 
- Cinara hylikos 
- Cinara hyperophila 
- Cinara idahoensis 
- Cinara indica 
- Cinara inscripta
- Cinara intermedia 
- Cinara jianglensis 
- Cinara jucunda 
- Cinara juniperensis 
- Cinara juniperivora 
- Cinara keteleeriae 
- Cinara kiusa 
- Cinara kochiana 
- Cinara kuchea 
- Cinara lachnirostris 
- Cinara largirostris 
- Cinara laricicola 
- Cinara laricifex 
- Cinara laricifoliae 
- Cinara laricionis 
- Cinara laricis 
- Cinara longipennis 
- Cinara longirostris 
- Cinara lyallii 
- Cinara maculipes 
- Cinara maghrebica 
- Cinara manitobensis 
- Cinara mariana 
- Cinara matsumurana 
- Cinara medispinosa 
- Cinara melaina 
- Cinara micropunctata 
- Cinara minoripinihabitans 
- Cinara minuta 
- Cinara moketa 
- Cinara mongolica 
- Cinara montanensis 
- Cinara montanesa 
- Cinara montanicola 
- Cinara murrayanae 
- Cinara nepticula 
- Cinara neubergi 
- Cinara newelli 
- Cinara nigra 
- Cinara nigripes 
- Cinara nigrita 
- Cinara nigritergi 
- Cinara nimbata 
- Cinara nopporensis 
- Cinara nuda 
- Cinara obovatae 
- Cinara obscura 
- Cinara occidentalis 
- Cinara oregonensis 
- Cinara oregoni 
- Cinara orientalis 
- Cinara osborni 
- Cinara ozawai 
- Cinara pacifica 
- Cinara palaestinensis 
- Cinara pallidipes 
- Cinara parvicornis 
- Cinara paxilla 
- Cinara pectinatae 
- Cinara pergandei 
- Cinara piceae 
- Cinara piceicola 
- Cinara picta 
- Cinara pilicornis 
- Cinara pilosa 
- Cinara pinea 
- Cinara pini 
- Cinara piniarmandicola 
- Cinara pinidensiflorae 
- Cinara piniformosana 
- Cinara pinihabitans 
- Cinara pinikoraiensis 
- Cinara pinimaritimae 
- Cinara piniphila 
- Cinara piniradicis 
- Cinara pinivora 
- Cinara plurisensoriata 
- Cinara polymorpha 
- Cinara ponderosae 
- Cinara pruiniviridis 
- Cinara pruinosa 
- Cinara pseudoschwarzii 
- Cinara pseudotaxifoliae 
- Cinara pseudotsugae 
- Cinara puerca 
- Cinara pulverulens 
- Cinara pumilae 
- Cinara radicivora 
- Cinara rigidae 
- Cinara rubicunda 
- Cinara russellae 
- Cinara saccharinipini 
- Cinara saraswatae 
- Cinara saskensis 
- Cinara schimitscheki 
- Cinara schuhi 
- Cinara schwarzii 
- Cinara sclerosa 
- Cinara setosa 
- Cinara setulosa 
- Cinara shinjii 
- Cinara sibiricae 
- Cinara similis 
- Cinara sitchensis 
- Cinara smaragdina 
- Cinara solitaria 
- Cinara sonata 
- Cinara soplada 
- Cinara sorini 
- Cinara spiculosa 
- Cinara splendens 
- Cinara strobi 
- Cinara subapicula 
- Cinara subterranea 
- Cinara taedae 
- Cinara taiwana 
- Cinara tanneri 
- Cinara tenuipes 
- Cinara terminalis 
- Cinara ternaria 
- Cinara thatcheri 
- Cinara thunbergii 
- Cinara tibetapini 
- Cinara tistaensis 
- Cinara todocola 
- Cinara togyuensis 
- Cinara tonaluca 
- Cinara tsugae 
- Cinara utahensis 
- Cinara vagabunda 
- Cinara vandykei 
- Cinara villosa 
- Cinara wahhaka 
- Cinara wahluca 
- Cinara wahsugae 
- Cinara wahtolca 
- Cinara wanepae 
- Cinara watanabei 
- Cinara watsoni 
- Cinara westi 
- Cinara xylophila 
- Cinara yukona 
- Cinara zoarcbursara

### Espèces fossiles
On connait 4 espèces fossiles datant toutes du Burdigalien (Miocène) du district de Linqu dans la province du Shandong en Chine.
- †Cinara elegans Zhang[2], 1989 (syn. †Cinara (Cinara) elegans)
- †Cinara limnogena Zhang, 1989 (syn. †Cinara (Cinara) limnogena)
- †Cinara pastica Zhang et al.[3], 1994 (syn. †Cinara pastica)
- †Cinara reconditivenia Zhang, 1989 (syn. †Cinara (Cinara) reconditivenia)